# فيضانات إيران 2022
فيضانات إيران 2022 في أواخر يوليو 2022 تعرضت إيران لفيضانات وانهيارات طينية تاريخية أثرت على 400 بلدة وقرية في 21 مقاطعة من أصل 31 مقاطعة في إيران، ودمرت أكثر من 20.000 منزل. وارتفعت الوفيات في محافظتي مازندران ويزد. تم الإبلاغ عن مقتل ما لا يقل عن 95 شخصًا وفقد أكثر من 200 آخرين.
ألقت السلطات الإيرانية باللوم في ارتفاع حصيلة القتلى على التجاهل الواسع لإجراءات السلامة ممن يغامرون بالخروج وسط هبوب العواصف، بينما أشار منتقدون إلى الفساد في مشاريع الإسكان وكذلك إصدار التحذيرات بشكل متأخر، كأسباب لارتفاع اعداد القتلى.